# Ulla Lyngsby
Ulla Lyngsby (født ca. 1964) er en dansk kvinde der i 1989 var anholdt i Israel og ifølge en avis mistænkt for at ville udføre en terroraktion.
Hun underskrev en tilståelse om blandt andet deltagelse i attentatplaner mod Bent Melchior, men hun sagde efterfølgende at hun følte sig truet til at underskrive, og hun blev frigivet og rejste hjem til Danmark.

Statsminister Poul Schlüter erklærede i midten af juli 1989, at PET i længere tid havde vidst, at der var en betydelig risiko for nogle danskeres liv, og at Ulla Lyngsby havde været part i planer om mord.

I sagen hed det i medierne at Lyngsby havde forsøgt at smugle 75.000 $ ind i Israel i en ost. Pengene skulle gå til Arafats personlige garde Force 17.
Den danske journalist Charlotte Aagaard var i flyet til Israel kommet til at sidde ved siden af Lyngsby, og Aagaard angav senere at Lyngsby havde fortalt hende at hun medbragte penge.
Lyngsby var børnehavepædagog og muslimsk gift med Jihad Mishlawi.
Ifølge israelske kilder kom han fra Libanon og var medlem af Force 17, og derfor havde israelerne overvåget Ulla Lyngsby siden 1987.
Der var meget stor opmærksomhed om Ulla Lyngsby-sagen i sommeren og efteråret 1989. Både justitsministeren og statsministeren udsendte pressemeddelelser i juli 1989 og på flere møder i Det Udenrigspolitiske Nævn redegjorde statsministeren for sagen.
I forbindelse med sagen vidergav Politiets Efterretningstjeneste personoplysninger til en udenlandsk efterretningstjeneste.
Forsvarsadvokaten landsretssagfører Jørgen Jacobsen var involveret i Ulla Lyngsby-sagen.

## Henvisning
1. ↑  Bent Blüdnikow (2009). Bombeterror i København: trusler og terror 1968-1990. Gyldendal.
2. ↑  Pelle Voigt Fhv. MF for SF (19. marts 2008). "Masser af løse ender". Berlingske Tidende.
3. ↑  Den såkaldte Ulla Lyngsby-sag  i artiklen Terrorfaren var alvorlig information.dk 7. november 2009
4. ↑  Blüdnikow (2009) side 355
5. ↑  Blüdnikow (2009), side 317
6. ↑  Blüdnikow (2009), side 334
7. ↑  Lene Espersen, Lene Volke Roesen (1. april 2008). "Svar på Spørgsmål nr. 472". Folketinget.
8. ↑  PET-kommissionens beretning, Bind 4, PET's virkemidler, fodnote 365 (Webside ikke længere tilgængelig).
9. ↑  Ritzaus Bureau (4. december 2002). "83-årig forsvarsadvokat vil synge viser". Fyens.dk. Arkiveret fra originalen 5. marts 2016. Hentet 2. oktober 2010.